# Азијски линсанг
Азијски линсанг, или оријентални линсанг, је род мачколике звијери, из потпородице Prionodontinae унутар породице Prionodontidae, која настањује подручје Југоисточне Азије. Овај род је једини живи представник породице Prionodontidae.

## Етимологија назива
Назив овог рода води поријекло од:
- старогрчке ријечи прион, која значи тестера,
- и старогрчке ријечи дус (стгрч. ὀδούς), која значи зуб.

## Опис
Ове врсте имају дуго и витко тјело, кратке ноге, издужени врат и главу са издуженом њушком, и дуги цилиндрични реп. Реп је скоро дуг као цијело тијело са главом. Ринаријум је равномерно конвексан горе, носна преграда је широка, инфранаријалним дио је плитак, а медијални раскол је узак и урезан. Овај утор се протеже само до нивоа доње ивице носница. Узорак шара на крзну врсти из рода азијски линсанг је изразит, а састоји се од великих мрља које се понекад спајају у широке траке на бочним странама тјела, док су на репу пруге у виду попречно увијен прстенова. Лобање код ови врста су деликатне грађе, дуге су, ниске и уске, са добро израженом потиљном кости и јаком кријестом, али притом сагитална кријеста није потпуна. Зуби код ови врста су веома специјализовани и слични су зубима представника породице мачке, али су много примитивнији. Зубна формула код ови врста је 3.1.4.13.1.4.2. Сјекутићи формирају попречну не закривљену линију, прва три горња и четири доња преткутњака су збијениа и снажни са високим, оштрим, средњим избочењем и малим помоћним избочењима испред и иза њега. Горњи карнасијални зуби (зуби кидачи) имају мали унутрашњи режањ који је постављен далеко према напред, мали избочењем испред главног компресованог, високог, шиљастог избочења и стиснуто задње избочење налик на сјечиво. Горњи кутњаци су троугласти, попречно постављени, много мањи од горњеги карнасијални зуба и много шири него што су дуги, тако да су горњи карнасијали готово на задњем крају горњих јагодичних зуба као код мачака.

## Систематика

### Историја класификације
Године 1822. амерички природњак Томас Хорсгилд је први научно описао род Prionodon, према примјерку линсанга ухваћеног на острву Јава. Такође, он је овај род сврстао као представника породице Prionodontidae, која је по свом изгледу слична породицама Viverridae и Felidae Касније је британски зоолог Џон Едвард Греј 1864. године овај род уврстио заједно са родом Poiana у племе Prionodontina, унутар породице Viverridae.
Касније су генетска истраживања утврдила да род Prionodon не припада у породицу Viverridae, и да је у блиском сродству са породицом Felidae. Такође је утврђено да су се преци овог рода одвојили од предака породице Felidae око 32 милиона година, и да се овај род мачколики звијери појавио прије 10,4 милиона година. Изумрли род Palaeoprionodon је препознат као најближи сродник овог рода.

### Класификација
| Подрод:                     | Врсте:                                          | Распрострањеност: |
| --------------------------- | ----------------------------------------------- | --- |
| Pardictis (Thomas, 1925)    | P. pardicolor (пјегави линсанг) (Hodgson, 1842) | Бутан · Вијетнам · Индија (савежне државе Асам, Западни Бенгал и Сиким) · Кина (покрајине Јунан, западни дио покрајине Сичуан, провинција Гуејџоу и југозападни дио аутономне области Гуангси) · Лаос · Мјанмар (сјевероисточни дио Мјанмара) · Непал (источни дио Непала) · Тајланд (сјеверни дио Тајланда) |
| Prionodon (Horsfield, 1822) | P. linsang (пругасти линсанг) (Hardwicke, 1821) | Брунеј · Индонезија (острва Банка, Белитунг, Борнео, Јава и Суматра) · Малезија · Мјанмар (јужни дио Мјанмара) · Тајланд (јужни дио Тајланда) |

### Филогенетско стабло
Доље приказан кладограм представља филогенетске везе рода Prionodon.

|  | \| \| [[Мачке\\|Felidae (sensu stricto)]] \| \| \| \| \| \| †Stenogale \| \| \| \| \| \| †Viretictis \| \| \| \| |
|  | |
|  | †Barbourofelidae                                                                                                 |
|  | |
|  | [[Мачке\|Felidae (sensu stricto)]]                                                                               |
|  | |
|  | †Stenogale |
|  | |
|  | †Viretictis |
|  | |

|  | [[Мачке\|Felidae (sensu stricto)]] |
|  |                                    |
|  | †Stenogale                         |
|  |                                    |
|  | †Viretictis                        |
|  |                                    |

|  | \| \| [[Мачке\\|Felidae (sensu stricto)]] \| \| \| \| \| \| †Stenogale \| \| \| \| \| \| †Viretictis \| \| \| \| |
|  | |
|  | †Barbourofelidae                                                                                                 |
|  | |
|  | [[Мачке\|Felidae (sensu stricto)]]                                                                               |
|  | |
|  | †Stenogale |
|  | |
|  | †Viretictis |
|  | |

|  | [[Мачке\|Felidae (sensu stricto)]] |
|  |                                    |
|  | †Stenogale                         |
|  |                                    |
|  | †Viretictis                        |
|  |                                    |

| Prionodon   | \| (Prionodon) \| Prionodon linsang \| \| \| Prionodon linsang \| \| (Pardictis) \| Prionodon pardicolor \| \| \| Prionodon pardicolor \| |
|             | \| (Prionodon) \| Prionodon linsang \| \| \| Prionodon linsang \| \| (Pardictis) \| Prionodon pardicolor \| \| \| Prionodon pardicolor \| |
| (Prionodon) | Prionodon linsang |
|             | Prionodon linsang |
| (Pardictis) | Prionodon pardicolor |
|             | Prionodon pardicolor |

| (Prionodon) | Prionodon linsang    |
|             | Prionodon linsang    |
| (Pardictis) | Prionodon pardicolor |
|             | Prionodon pardicolor |

| Prionodon   | \| (Prionodon) \| Prionodon linsang \| \| \| Prionodon linsang \| \| (Pardictis) \| Prionodon pardicolor \| \| \| Prionodon pardicolor \| |
|             | \| (Prionodon) \| Prionodon linsang \| \| \| Prionodon linsang \| \| (Pardictis) \| Prionodon pardicolor \| \| \| Prionodon pardicolor \| |
| (Prionodon) | Prionodon linsang |
|             | Prionodon linsang |
| (Pardictis) | Prionodon pardicolor |
|             | Prionodon pardicolor |

| (Prionodon) | Prionodon linsang    |
|             | Prionodon linsang    |
| (Pardictis) | Prionodon pardicolor |
|             | Prionodon pardicolor |

| Prionodon   | \| (Prionodon) \| Prionodon linsang \| \| \| Prionodon linsang \| \| (Pardictis) \| Prionodon pardicolor \| \| \| Prionodon pardicolor \| |
|             | \| (Prionodon) \| Prionodon linsang \| \| \| Prionodon linsang \| \| (Pardictis) \| Prionodon pardicolor \| \| \| Prionodon pardicolor \| |
| (Prionodon) | Prionodon linsang |
|             | Prionodon linsang |
| (Pardictis) | Prionodon pardicolor |
|             | Prionodon pardicolor |

| (Prionodon) | Prionodon linsang    |
|             | Prionodon linsang    |
| (Pardictis) | Prionodon pardicolor |
|             | Prionodon pardicolor |

| Prionodon   | \| (Prionodon) \| Prionodon linsang \| \| \| Prionodon linsang \| \| (Pardictis) \| Prionodon pardicolor \| \| \| Prionodon pardicolor \| |
|             | \| (Prionodon) \| Prionodon linsang \| \| \| Prionodon linsang \| \| (Pardictis) \| Prionodon pardicolor \| \| \| Prionodon pardicolor \| |
| (Prionodon) | Prionodon linsang |
|             | Prionodon linsang |
| (Pardictis) | Prionodon pardicolor |
|             | Prionodon pardicolor |

| (Prionodon) | Prionodon linsang    |
|             | Prionodon linsang    |
| (Pardictis) | Prionodon pardicolor |
|             | Prionodon pardicolor |

| Prionodon   | \| (Prionodon) \| Prionodon linsang \| \| \| Prionodon linsang \| \| (Pardictis) \| Prionodon pardicolor \| \| \| Prionodon pardicolor \| |
|             | \| (Prionodon) \| Prionodon linsang \| \| \| Prionodon linsang \| \| (Pardictis) \| Prionodon pardicolor \| \| \| Prionodon pardicolor \| |
| (Prionodon) | Prionodon linsang |
|             | Prionodon linsang |
| (Pardictis) | Prionodon pardicolor |
|             | Prionodon pardicolor |

| (Prionodon) | Prionodon linsang    |
|             | Prionodon linsang    |
| (Pardictis) | Prionodon pardicolor |
|             | Prionodon pardicolor |

| Prionodon   | \| (Prionodon) \| Prionodon linsang \| \| \| Prionodon linsang \| \| (Pardictis) \| Prionodon pardicolor \| \| \| Prionodon pardicolor \| |
|             | \| (Prionodon) \| Prionodon linsang \| \| \| Prionodon linsang \| \| (Pardictis) \| Prionodon pardicolor \| \| \| Prionodon pardicolor \| |
| (Prionodon) | Prionodon linsang |
|             | Prionodon linsang |
| (Pardictis) | Prionodon pardicolor |
|             | Prionodon pardicolor |

| (Prionodon) | Prionodon linsang    |
|             | Prionodon linsang    |
| (Pardictis) | Prionodon pardicolor |
|             | Prionodon pardicolor |

| Prionodon   | \| (Prionodon) \| Prionodon linsang \| \| \| Prionodon linsang \| \| (Pardictis) \| Prionodon pardicolor \| \| \| Prionodon pardicolor \| |
|             | \| (Prionodon) \| Prionodon linsang \| \| \| Prionodon linsang \| \| (Pardictis) \| Prionodon pardicolor \| \| \| Prionodon pardicolor \| |
| (Prionodon) | Prionodon linsang |
|             | Prionodon linsang |
| (Pardictis) | Prionodon pardicolor |
|             | Prionodon pardicolor |

| (Prionodon) | Prionodon linsang    |
|             | Prionodon linsang    |
| (Pardictis) | Prionodon pardicolor |
|             | Prionodon pardicolor |

| Prionodon   | \| (Prionodon) \| Prionodon linsang \| \| \| Prionodon linsang \| \| (Pardictis) \| Prionodon pardicolor \| \| \| Prionodon pardicolor \| |
|             | \| (Prionodon) \| Prionodon linsang \| \| \| Prionodon linsang \| \| (Pardictis) \| Prionodon pardicolor \| \| \| Prionodon pardicolor \| |
| (Prionodon) | Prionodon linsang |
|             | Prionodon linsang |
| (Pardictis) | Prionodon pardicolor |
|             | Prionodon pardicolor |

| (Prionodon) | Prionodon linsang    |
|             | Prionodon linsang    |
| (Pardictis) | Prionodon pardicolor |
|             | Prionodon pardicolor |

|  | \| \| [[Мачке\\|Felidae (sensu stricto)]] \| \| \| \| \| \| †Stenogale \| \| \| \| \| \| †Viretictis \| \| \| \| |
|  | |
|  | †Barbourofelidae                                                                                                 |
|  | |
|  | [[Мачке\|Felidae (sensu stricto)]]                                                                               |
|  | |
|  | †Stenogale |
|  | |
|  | †Viretictis |
|  | |

|  | [[Мачке\|Felidae (sensu stricto)]] |
|  |                                    |
|  | †Stenogale                         |
|  |                                    |
|  | †Viretictis                        |
|  |                                    |

|  | \| \| [[Мачке\\|Felidae (sensu stricto)]] \| \| \| \| \| \| †Stenogale \| \| \| \| \| \| †Viretictis \| \| \| \| |
|  | |
|  | †Barbourofelidae                                                                                                 |
|  | |
|  | [[Мачке\|Felidae (sensu stricto)]]                                                                               |
|  | |
|  | †Stenogale |
|  | |
|  | †Viretictis |
|  | |

|  | [[Мачке\|Felidae (sensu stricto)]] |
|  |                                    |
|  | †Stenogale                         |
|  |                                    |
|  | †Viretictis                        |
|  |                                    |

| Prionodon   | \| (Prionodon) \| Prionodon linsang \| \| \| Prionodon linsang \| \| (Pardictis) \| Prionodon pardicolor \| \| \| Prionodon pardicolor \| |
|             | \| (Prionodon) \| Prionodon linsang \| \| \| Prionodon linsang \| \| (Pardictis) \| Prionodon pardicolor \| \| \| Prionodon pardicolor \| |
| (Prionodon) | Prionodon linsang |
|             | Prionodon linsang |
| (Pardictis) | Prionodon pardicolor |
|             | Prionodon pardicolor |

| (Prionodon) | Prionodon linsang    |
|             | Prionodon linsang    |
| (Pardictis) | Prionodon pardicolor |
|             | Prionodon pardicolor |

| Prionodon   | \| (Prionodon) \| Prionodon linsang \| \| \| Prionodon linsang \| \| (Pardictis) \| Prionodon pardicolor \| \| \| Prionodon pardicolor \| |
|             | \| (Prionodon) \| Prionodon linsang \| \| \| Prionodon linsang \| \| (Pardictis) \| Prionodon pardicolor \| \| \| Prionodon pardicolor \| |
| (Prionodon) | Prionodon linsang |
|             | Prionodon linsang |
| (Pardictis) | Prionodon pardicolor |
|             | Prionodon pardicolor |

| (Prionodon) | Prionodon linsang    |
|             | Prionodon linsang    |
| (Pardictis) | Prionodon pardicolor |
|             | Prionodon pardicolor |

| Prionodon   | \| (Prionodon) \| Prionodon linsang \| \| \| Prionodon linsang \| \| (Pardictis) \| Prionodon pardicolor \| \| \| Prionodon pardicolor \| |
|             | \| (Prionodon) \| Prionodon linsang \| \| \| Prionodon linsang \| \| (Pardictis) \| Prionodon pardicolor \| \| \| Prionodon pardicolor \| |
| (Prionodon) | Prionodon linsang |
|             | Prionodon linsang |
| (Pardictis) | Prionodon pardicolor |
|             | Prionodon pardicolor |

| (Prionodon) | Prionodon linsang    |
|             | Prionodon linsang    |
| (Pardictis) | Prionodon pardicolor |
|             | Prionodon pardicolor |

| Prionodon   | \| (Prionodon) \| Prionodon linsang \| \| \| Prionodon linsang \| \| (Pardictis) \| Prionodon pardicolor \| \| \| Prionodon pardicolor \| |
|             | \| (Prionodon) \| Prionodon linsang \| \| \| Prionodon linsang \| \| (Pardictis) \| Prionodon pardicolor \| \| \| Prionodon pardicolor \| |
| (Prionodon) | Prionodon linsang |
|             | Prionodon linsang |
| (Pardictis) | Prionodon pardicolor |
|             | Prionodon pardicolor |

| (Prionodon) | Prionodon linsang    |
|             | Prionodon linsang    |
| (Pardictis) | Prionodon pardicolor |
|             | Prionodon pardicolor |

| Prionodon   | \| (Prionodon) \| Prionodon linsang \| \| \| Prionodon linsang \| \| (Pardictis) \| Prionodon pardicolor \| \| \| Prionodon pardicolor \| |
|             | \| (Prionodon) \| Prionodon linsang \| \| \| Prionodon linsang \| \| (Pardictis) \| Prionodon pardicolor \| \| \| Prionodon pardicolor \| |
| (Prionodon) | Prionodon linsang |
|             | Prionodon linsang |
| (Pardictis) | Prionodon pardicolor |
|             | Prionodon pardicolor |

| (Prionodon) | Prionodon linsang    |
|             | Prionodon linsang    |
| (Pardictis) | Prionodon pardicolor |
|             | Prionodon pardicolor |

| Prionodon   | \| (Prionodon) \| Prionodon linsang \| \| \| Prionodon linsang \| \| (Pardictis) \| Prionodon pardicolor \| \| \| Prionodon pardicolor \| |
|             | \| (Prionodon) \| Prionodon linsang \| \| \| Prionodon linsang \| \| (Pardictis) \| Prionodon pardicolor \| \| \| Prionodon pardicolor \| |
| (Prionodon) | Prionodon linsang |
|             | Prionodon linsang |
| (Pardictis) | Prionodon pardicolor |
|             | Prionodon pardicolor |

| (Prionodon) | Prionodon linsang    |
|             | Prionodon linsang    |
| (Pardictis) | Prionodon pardicolor |
|             | Prionodon pardicolor |

| Prionodon   | \| (Prionodon) \| Prionodon linsang \| \| \| Prionodon linsang \| \| (Pardictis) \| Prionodon pardicolor \| \| \| Prionodon pardicolor \| |
|             | \| (Prionodon) \| Prionodon linsang \| \| \| Prionodon linsang \| \| (Pardictis) \| Prionodon pardicolor \| \| \| Prionodon pardicolor \| |
| (Prionodon) | Prionodon linsang |
|             | Prionodon linsang |
| (Pardictis) | Prionodon pardicolor |
|             | Prionodon pardicolor |

| (Prionodon) | Prionodon linsang    |
|             | Prionodon linsang    |
| (Pardictis) | Prionodon pardicolor |
|             | Prionodon pardicolor |

| Prionodon   | \| (Prionodon) \| Prionodon linsang \| \| \| Prionodon linsang \| \| (Pardictis) \| Prionodon pardicolor \| \| \| Prionodon pardicolor \| |
|             | \| (Prionodon) \| Prionodon linsang \| \| \| Prionodon linsang \| \| (Pardictis) \| Prionodon pardicolor \| \| \| Prionodon pardicolor \| |
| (Prionodon) | Prionodon linsang |
|             | Prionodon linsang |
| (Pardictis) | Prionodon pardicolor |
|             | Prionodon pardicolor |

| (Prionodon) | Prionodon linsang    |
|             | Prionodon linsang    |
| (Pardictis) | Prionodon pardicolor |
|             | Prionodon pardicolor |